# 830-as évek
Évszázadok: 8. század – 9. század – 10. század
Évtizedek: 780-as évek – 790-es évek – 800-as évek – 810-es évek – 820-as évek – 830-as évek – 840-es évek – 850-es évek – 860-as évek – 870-es évek – 880-as évek
Évek: 830 831 832 833 834 835 836 837 838 839